# Muhammad Husayn Tabatabai
Muhammad Husayn Tabataba'i ou Sayyid Mohammad Hossein Tabataba'i (em persa: علامه سید محمد حسین طباطبائی) foi um dos pensadores mais importantes da filosofia e do islã xiita contemporâneo. De 1954 a 1972, trabalhou na obra que o tornou famoso, Tafsir al-Mizan, um trabalho de 27 volumes de exegese do Corão. Também é conhecido como Allameh Tabataba'i e a Universidade Allameh Tabataba'i, em Teerã, foi nomeada em em sua homenagem. 

## Biografia
Recebeu sua educação primária em sua cidade natal, Tabriz, dominando os elementos do árabe e das ciências religiosas. Com cerca de vinte anos partiu para a grande universidade xiita de Najaf para dar prosseguimento nos estudos mais avançados. Estudou em Najaf, sob orientação de Mirza 'Ali Qadhi (em estudos de gnose), Mirza Muhammad Husain Na'ini, Sheikh Muhammad Hossein Qaravi Esfahani (em Fiqh e Jurisprudência), Sayyid Abu'l-Qasim Khwansari (em matemática), bem como no estudo dos textos padrão do Shifa de Avicena, do Asfar de Sadr al-Din Shirazi e do Tamhid al-qawa'id de Ibn Turka. Junto com Sayyid Husayn Badkuba'i, foi aluno de dois dos mestres mais famosos da época, Sayyid Abu'l-Hasan Jilwah e Aqa 'Ali Mudarris Zunuzi. 
Em seus últimos anos, costumava realizar sessões de estudo com Henry Corbin e Seyyed Hossein Nasr, nas quais eram discutidos não apenas os textos clássicos de sabedoria divina e gnose, mas também um ciclo completo do que Nasr chama de gnose comparativa, onde em cada sessão os textos sagrados de uma das principais religiões, contendo ensinamentos místicos e gnósticos, como os Upanixades, Tao Te Ching e Evangelho de João, foram discutidos e comparados com o sufismo e as doutrinas gnósticas islâmicas em geral. 
Tabataba'i, foi um filósofo, um escritor prolífico e um professor inspirador para seus alunos, dedicando grande parte de sua vida aos estudos islâmicos. Muitos de seus estudantes estavam entre os fundadores ideológicos da República Islâmica do Irã, a saber Morteza Motahhari, Muhammad Beheshti e Mohammad Mofatteh. Outros, como Hossein Nasr e Hasanzadeh Amuli, permaneceram e continuaram seus estudos na esfera intelectual fora da política. 

## Trabalhos publicados
Foi em Najaf que Tabataba'i desenvolveu suas principais contribuições nos campos de Tafsir (interpretação), filosofia e história da fé xiita. Na filosofia, o mais importante de seus trabalhos é o Usul-i falsafeh va ravesh-e-realism ("Os Princípios da Filosofia e o Método do Realismo"), publicado em cinco volumes, com notas explicativas e comentários de Morteza Motahhari. Se o Aiatolá Haeri é considerado o responsável pelo revitalização do hawza de Qom em um sentido organizacional, as contribuições de Tabataba'i para o campo do tafsir, filosofia e misticismo representam a revitalização intelectual do hawza com implicações duradouras para o currículo.  
Seu outro grande trabalho filosófico é um comentário volumoso de Asfār al-'arba'eh, a magnum opus de Mulla Sadra, que foi o último dos grandes pensadores muçulmanos persas (iranianos) da era medieval. Além destes, ele também escreveu extensivamente sobre tópicos filosóficos. Sua abordagem humanista é sublinhada por seus três livros sobre: a natureza do homem - antes do mundo, nesse o mundo e depois deste mundo. Sua filosofia é focada no tratamento sociológico dos problemas humanos. Suas outras duas obras, Bidāyat al-hikmah e Nihāyat al-hikmah, são consideradas obras de alta ordem na filosofia islâmica. 
Diversos tratados sobre as doutrinas e a história dos xiitas são de sua autoria também. Uma delas inclui seus esclarecimentos e exposições sobre a fé xiita em resposta às perguntas do famoso orientalista francês Henry Corbin. Outro de seus livros sobre o tema Shi'ah dar Islam foi traduzido para o inglês por Seyyed Hossein Nasr sob o título Shi'a Islam, com a ajuda de William Chittick como um projeto da Universidade Colgate.  Diz-se que esses livros servem como um excelente canal por meio dos quais os equívocos populares sobre a fé xiita podem ser sanados, abrindo caminho para um melhor entendimento ecumênico entre as várias escolas de pensamento muçulmanas. 
O número total de livros de sua autoria é de quarenta e quatro títulos; três dos quais são coleções de seus artigos sobre vários aspectos do Islã e do Alcorão. 

### Lista de publicações
- Islamismo Xiita (em persa: Shi’ah dar Islam)
- Os Princípios da Filosofia e do Método do Realismo (em persa: اصول فلسفه و روش رئالیسم, Usul-i falsafeh va ravesh-i rialismo ) em cinco volumes, com o comentário de Murtada Mutahhari.[6]
- Glossário al-kifayah (em persa: Hashiyahi kifayah) Glossários sobre a nova edição do Asfar de Sadr al-Din Shirazi Mulla Sadra, aparecendo sob a direção de 'Allameh Tabataba'i, dos quais constam sete volumes.
- Diálogos com Professor Corbin (em persa: Mushabat ba Ustad Kurban) Dois volumes baseados em conversas realizadas entre 'Allameh Tabataba'i e Henry Corbin, onde o primeiro volume foi impresso como o anuário de Maktab-i tashayyu', 1339 (A.H. Solar)
- Risalah dar hukumat-i islami, (Tratado sobre o Governo Islâmico).
- Hashiyah-i kifayah (Glossários sobre al-Kifayah).
- Risalah dar quwwah wafi '(Tratado sobre Potencialidade e Realidade).
- Risalah dar ithbat-i dha~t (Tratado sobre a Prova da Essência Divina).
- Risalah dar sifat (Tratado sobre os Atributos Divinos).
- Risalah dar ata (Tratado sobre os Atos Divinos).
- Risalah dar wasa'il (Tratado sobre Meios).
- Risalah dar insan qabl al-dunya (Tratado sobre o Homem Antes do Mundo)
- Risalah dar insan fi al-dunya (Tratado sobre o Homem no Mundo).
- Risalah dar insan ba'd al-dunya (Tratado sobre o Homem Depois do Mundo).
- Risalah dar nubuwwat (Tratado sobre a Profecia).
- Risalah dar wilayat (Tratado sobre Iniciação).
- Risalah dar mushtaqqat (Tratado sobre Derivados).
- Risalah dar burhan (Tratado sobre Demonstração).
- Risalah dar mughalatah (Tratado sobre Sofismo).
- Risalah dar tahlil (Tratado sobre Análise).
- Risalah dar tarkib (Tratado sobre Síntese).
- Risalah dar i'tibarat (Tratado sobre Contingentes).
- Risalah dar nubuwwat wa manamat (Tratado sobre Profecia e Sonhos)
- Manza'mah dar rasm-i-khatt-i-nasta'liq (Poema Sobre o Método de Escrever o Estilo de Caligrafia Nasta'liq).
- Ali wa al-falsafat al-ilahiya (Ali e Metafísica)
- Qur'an dar Islam (O Alcorão no Islã).

### Poesia
Allameh Tabataba'i também foi um talentoso poeta. Ele compôs sua poesia principalmente em persa, mas ocasionalmente em árabe. Ele também foi autor de vários artigos e ensaios. 